# Сина, Сюзанн
Сю́занн Си́на (англ. Suzanne Sena), в девичестве — Уоронче́к (англ. Woronchak; 2 апреля 1963, Дирборн, Мичиган, США) — американская телеведущая, актриса и продюсер.

## Биография
Сюзанн Сина, в девичестве Уорончек, родилась в Дирборне (штат Мичиган, США). Мать Сюзанн умерла, когда дочери было 23 года. У Сины есть старший брат — политик и редактор газеты Гэри Уорончек (род. 1955). Она окончила Edsel Ford High School и Университет штата Мичиган, получив степень бакалавра искусств и в области связи.
Сина начала свою национальную телевизионную карьеру на телеканале «E!». Во время работы на канале, она была заполнителем ведущей и корреспондентом «E! News». Сина создала, организовала и контролировала производство серии о жизни знаменитостей «На обед» и регулярно появлялась на красной дорожке, освещая такие события в прямом эфире, как церемонии вручения наград «Эмми» и «Оскар». В 2005 году Сина получила номинацию на премию «Эмми» за ведение шоу «Celebrity Homes». Начиная с 1992 года, Сина также сыграла более чем в 20-ти фильмах и телесериалах.
В 1991—2000 годы Сюзанн была замужем за Скоттом Синой. С 13 сентября 2015 года Сина замужем во второй раз за Майклом Филдсом.

## Избранная фильмография
| Год  |   | Русское название                   | Оригинальное название       | Роль                 |
| ---- | - | ---------------------------------- | --------------------------- | -------------------- |
| 1999 | с | Беверли-Хиллз, 90210               | Beverly Hills, 90210        | репортёр             |
| 2000 | с | Направляющий свет                  | Guiding Light               | журналистка          |
| 2007 | с | Зоуи 101                           | Zoey 101                    | репортёр новостей    |
| 2014 | с | Мыслить как преступник             | Criminal Minds              | телевизионный диктор |
| 2014 | с | Эпизоды                            | Episodes                    | репортёр новостей    |
| 2014 | с | Как избежать наказания за убийство | How to Get Away with Murder | лучшая подруга       |
| 2014 | с | Касл                               | Castle                      | мама Эмили           |
| 2014 | с | Призраки дома Хатэвэй              | The Haunted Hathaways       | Миссис Снодграсс     |